# Слање
Слање је насељено место у саставу општине Мартијанец у Вараждинској жупанији, Хрватска. До територијалне реорганизације у Хрватској налазио се у саставу старе општине Лудбрег.

## Становништво
На попису становништва 2011. године, Слање је имало 512 становника.

## Попис1991.
На попису становништва 1991. године, насељено место Слање је имало 715 становника, следећег националног састава:
| Попис 1991.‍ | Попис 1991.‍ | Попис 1991.‍ | Попис 1991.‍ | Попис 1991.‍ |
| ----------- | ----------- | ----------- | ----------- | ----------- |
|             |             |             |             |             |
| Хрвати      | Хрвати      |             | 710         | 99,30%      |
| Муслимани   | Муслимани   |             | 1           | 0,13%       |
| Словенци    | Словенци    |             | 1           | 0,13%       |
| непознато   | непознато   |             | 3           | 0,41%       |
| укупно: 715 |             |             |             |             |